# Sten Pålsson
Sten Pålsson (* 4. Dezember 1945) ist ein ehemaliger schwedischer Fußballspieler.

## Laufbahn
Pålsson spielte in der Jugend zunächst für Stångenäs AIS, ehe er über Kungshamns IF im Januar 1968 zu GAIS Göteborg stieß. Bis zu seinem Karriereende 1981 spielte er für den Klub in der Allsvenskan, wo ihm in 149 Spielen 40 Tore gelangen, und der Division 2, in der er 41 Tore in 145 Spielen erzielte.
Pålsson wurde 19 Mal in die schwedische Nationalelf berufen. Mit der Landesauswahl nahm er an der Weltmeisterschaft 1970 teil.